# Thomas Schneider (Radsportler)
Thomas Schneider (* 23. Oktober 1954) ist ein ehemaliger deutscher Radrennfahrer und nationaler Meister im Radsport.

## Sportliche Laufbahn
Schneider war im Straßenradsport aktiv. Er siegte 1975 bei den DDR-Straßen-Radmeisterschaften im Mannschaftszeitfahren auf der Straße mit dem SC Karl-Marx-Stadt. Mit ihm gewannen Peter Lantzsch, Joachim Vogel und Lothar Pfuhl den Titel. 1976 verteidigte diese Mannschaft den Titel. Viermal war er am Start der DDR-Rundfahrt, sein bestes Resultat war der 18. Platz 1974 und 1976. 1974 war er Dritter im Meisterschaftsrennen geworden. Schneider gewann in der DDR-Leistungsklasse einige Kriterien, größere Erfolge neben den beiden Straßentiteln konnte er nicht verzeichnen.